# Chilocoris pusillus
Chilocoris pusillus är en insektsart som beskrevs av Géza Horváth 1919. Chilocoris pusillus ingår i släktet Chilocoris och familjen taggbeningar. Inga underarter finns listade i Catalogue of Life.